# 산성초등학교
산성초등학교는 대한민국 충청북도 청주시에 있는 공립 초등학교이다.

## 연혁
- 2002. 08. 20. 산성초등학교 설립 인가
- 2004. 09. 01. 산성초등학교 개교
- 2006. 03. 01. ~ 2008. 02. 29. 교육인적자원부지정 영재교육 정책연구학교 운영
- 2008. 03. 01. 특수학급 신설
- 2009. 03. 01. ~ 2011. 02. 28. 충청북도교육청지정 교육실습협력학교 운영
- 2011. 03. 01. ~ 2012. 02. 29. 충청북도교육청지정 농촌체험학습 시범학교 운영
- 2012. 03. 01. ~ 2014. 02. 28. 충청북도교육청지정 교육실습협력학교 운영
- 2014. 03. 01. 제5대 김응룡 교장 부임
- 2015. 02. 17. 제11회 졸업식(졸업생 181명, 총 2,001명)
- 2015. 03. 01. 38학급 편성(일반 37, 특수 1)